# Beyond the Apocalypse
Beyond the Apocalypse – album wydany przez grupę black metalową 1349. Płyta powstała w roku 2004 pod nakładem wytwórni Candlelight Records.

## Lista utworów
Opracowano na podstawie materiału źródłowego.
| Nr | Tytuł utworu              | Słowa           | Muzyka                     | Długość |
| -- | ------------------------- | --------------- | -------------------------- | ------- |
| 1. | „Chasing Dragons”         | Ravn            | Archaon                    | 6:31    |
| 2. | „Beyond The Apocalypse”   | Ravn            | Archaon, Tjalve            | 4:01    |
| 3. | „Aiwass-Aeon”             | Ravn, Seidemann | Archaon, Tjalve            | 3:32    |
| 4. | „Nekronatalenheten”       | Ravn, Seidemann | Archaon, Seidemann, Tjalve | 4:30    |
| 5. | „Perished In Pain”        | Ravn, Seidemann | Archaon, Tjalve            | 3:57    |
| 6. | „Singer Of Strange Songs” | Seidemann       | Archaon, Tjalve            | 7:30    |
| 7. | „Blood Is The Mortar”     | Destroyer       | Archaon, Frost, Tjalve     | 3:52    |
| 8. | „Internal Winter”         | Seidemann       | Archaon, Tjalve            | 7:41    |
| 9. | „The Blade”               | Ravn, Seidemann | Ravn, Seidemann, Tjalve    | 5:58    |
|    |                           |                 |                            | 47:32   |

## Twórcy
Opracowano na podstawie materiału źródłowego.
| - Idar "Archaon" Burheim - gitara rytmiczna, gitara prowadząca - André "Tjalve" Kvebek - gitara rytmiczna, gitara prowadząca - Kjetil-Vidar "Frost" Haraldstad - perkusja, projekt okładki - Tor Risdal "Seidemann" Stavenes - gitara basowa - Olav "Ravn" Bergene - wokal prowadzący, perkusja, produkcja muzyczna - Kjartan Hesthagen - inżynieria dźwięku |  | - Dr. Davidsen - inżynieria dźwięku - Ronni Le Tekrö - producent wykonawczy - Fredrik M. Hermansen - oprawa graficzna - Tom Kvålsvoll - mastering - Peter Beste - zdjęcia - Alexander Langholt - zdjęcia |